# Malachy John Goltok
Malachy John Goltok (ur. 12 lipca 1965 w Bauchi, zm. 21 marca 2015 w Dżos) – nigeryjski duchowny katolicki, biskup Bauchi w latach 2011-2015.

## Życiorys
Święcenia kapłańskie przyjął 4 listopada 1990 i uzyskał inkardynację do archidiecezji Jos. Pracował przede wszystkim jako duszpasterz parafialny, zaś w latach 1996-2004 kierował diecezjalnym Centrum Formacji Duchowej w Kuru.
18 marca 2011 papież Benedykt XVI mianował go biskupem diecezji Bauchi. Sakry biskupiej udzielił mu 19 maja 2011 kard. Keith O’Brien.
Zmarł w szpitalu w Dżos 21 marca 2015.